# Берсерк (игра)
«Берсерк» — российская коллекционная карточная игра, «Мир Хобби» с 2003 года. В октябре 2015 года классическая версия была заморожена, однако 6 ноября 2015 года вышло ответвление «Берсерк. Герои». В 2023 году классическая версия была перезапущена с новым дизайном карт. Авторы Берсерка — Иван Попов и Максим Истомин.
Название игры созвучно скандинавскому слову берсеркер, обозначающему бесстрашного воина, готового ринуться в бой в любой момент, забыв про страх и боль. Берсерк — одна из первых российских коллекционных карточных игр.

## Издание

### Выпущенные сеты
| Номер выпуска        | Название выпуска                       | Блок                       | Количество карт      | Дата выхода                                         |
| КЛАССИЧЕСКИЙ БЕРСЕРК | КЛАССИЧЕСКИЙ БЕРСЕРК                   | КЛАССИЧЕСКИЙ БЕРСЕРК       | КЛАССИЧЕСКИЙ БЕРСЕРК | КЛАССИЧЕСКИЙ БЕРСЕРК                                |
| -------------------- | -------------------------------------- | -------------------------- | -------------------- | --------------------------------------------------- |
| 1                    | Война Стихий + Эквилибриум             | Война Стихий               | 101+30 карт          | ноябрь 2003 года, февраль 2004 года                 |
| 2                    | Нашествие Тьмы + Рождение Героев       | Нашествие Тьмы             | 105+63 карт          | октябрь 2004 года, апрель 2005 года                 |
| 3                    | Воля Храма + Когти Хаоса + Час Чудовищ | Воля Храма                 | 107+36+37 карт       | сентябрь 2005 года, январь 2006 года, май 2006 года |
| 4                    | Молот Времени                          | Молот Времени              | 205 карт             | 8 октября 2006 года.                                |
| 5                    | Немая Стража                           | Молот Времени              | 102 карты            | январь 2007 года                                    |
| 6                    | Гнев Богов                             | Гнев Богов                 | 198 карт             | октябрь 2007 года                                   |
| 7                    | Ангелы Мщения                          | Гнев Богов                 | 106 карт             | март 2008 года                                      |
| 8                    | Врата Миров                            | Врата Миров                | 196 карт             | сентябрь 2008 года                                  |
| 9                    | Чёрные Крылья                          | Врата Миров                | 107 карт             | март 2009 года                                      |
| 10                   | Тайна Дертаха                          | Тайна Дертаха              | 132 карты            | август 2009 года                                    |
| 11                   | Затмение                               | Тайна Дертаха              | 110 карт             | декабрь 2009 года                                   |
| 12                   | Возмездие                              | Тайна Дертаха              | 99 карт              | май 2010 года                                       |
| 13                   | Путь Архааля + допсет                  | Путь Архааля               | 198 + 63 карт        | сентябрь 2010 года, декабрь 2010 года               |
| 14                   | Катаклизм                              | Путь Архааля               | 114 карт             | марта 2011 года                                     |
| 15                   | Ангхейм                                | Ангхейм                    | 198 карт             | август 2011 года                                    |
| 16                   | Воздушная Крепость                     | Ангхейм                    | 100 карт             | ноябрь 2011 года                                    |
| 17                   | Дрожь Земли                            | Ангхейм                    | 169 карт             | март 2012                                           |
| 18                   | Гибель Машин                           | Гибель Машин               | 163 карты            | август 2012 года                                    |
| 19                   | Голос Лаара                            | Гибель Машин               | 161 карта            | февраль 2012 года                                   |
| 20                   | Базовый Выпуск 2013 (Б-13)             | Базовый выпуск 2013 (Б-13) | 169 карт             | август 2013 года                                    |
| 21                   | Ветра Пустоши                          | Ветра Пустоши              | 164 карты            | март 2014 года                                      |
| 22                   | Завет Древних                          | Завет Древних              | 155 карт             | август 2014 года                                    |
| 23                   | Тени Прошлого                          | Тени Прошлого              | 159 карт             | март 2015 года                                      |
| БЕРСЕРК ПЕРЕЗАПУСК   |                                        |                            |                      |                                                     |
| 1                    | Война стихий                           |                            | 200 карт             | апрель 2023 года                                    |
| 2                    | Нашествие тьмы                         |                            | 200 карт             | сентябрь 2023 года                                  |
| -                    | Легенды Лаара                          |                            | 19 карт              | декабрь 2023 года                                   |
| 3                    | Семена раздора                         |                            | 195 карт             | март 2024 года                                      |
| 4                    | Ложные боги                            |                            | 220 карт             | сентябрь 2024 года                                  |
| 5                    | Путь хранителей                        |                            | 220 карт             | март 2025 года                                      |

### Обучающие наборы классического «Берсерка»
Также существуют обучающие наборы «Легенды Руси». Механики карт в наборах упрощены, тематика — сказки и легенды Киевской Руси. Колода делится на два отряда по 9 карт — леса-горы (богатыри и их союзники) и болота-степи (кочевники и нечисть). Позднее все три выпуска были объединены в дуэльный набор «Витязи и Супостаты».
| Название выпуска         | Количество карт | Дата выпуска      |
| ------------------------ | --------------- | ----------------- |
| Легенды Руси             | 18 карт         | август 2006 года  |
| Легенды Руси 2           | 18 карт         | май 2009 года     |
| Легенды Руси: 3 богатыря | 18 карт         | июль 2011 года    |
| Витязи и Супостаты       | 40 карт         | декабрь 2011 года |

### Профессиональные дуэльные наборы классического «Берсерка»
Дуэльные наборы содержат всё необходимое для игры между двумя соперниками — колоды враждующих фракций, правила игры, фишки и игральный кубик. Как правило, предназначены для игроков профессионального уровня и турниров формата «Классовые Войны».
| Название выпуска       | Враждующие классы           | Количество карт | Дата выпуска      |
| ---------------------- | --------------------------- | --------------- | ----------------- |
| Судьба Оренхольма      | Йордлинги против Порождений | 34 карты        | октябрь 2011 года |
| Ангелы и Демоны        | Ангелы против Демонов       | 36 карт         | февраль 2012 года |
| Проклятие Чёрного Леса | Дитя Кронга против Духов    | 38 карт         | июнь 2012 года    |
| Вражда Племён          | Орки против Троллей         | 61 карта        | май 2013 года     |
| Охота на Вампиров      | Инквизиторы против Слуа     | 60 карт         | февраль 2014 года |

### Другое
- «Фан-Сет» — пародийный выпуск, состоящий из 28 карт с шуточными особенностями. Выпущен в августе 2007 года.
- «Потерянный Отряд» — юбилейный мини-сет, состоящий из 24 карт в специальной полноформатной версии. Выпущен в ноябре 2008 года по случаю пятилетнего юбилея «Берсерка».
- «Буря Стихий» — отдельная настольная игра по мотивам «Берсерка». В наборе 120 разных карт, которые можно использовать как отдельно, так и вместе с другими картами «Берсерка». Выпущена в декабре 2012 года.

## Классический «Берсерк»

### Предыстория
В далёком мире Лаара сражаются отряды шести стихий, а также так называемые «нейтральные» отряды и существа, ведомые могущественными магами-унгарами (игроками). Веками они боролись за выживание в этом мире, некогда опалённом огнём Катаклизма. Теперь каждый может собрать собственное воинство и стать вершителем своей судьбы а, возможно, и судьбы Лаара…

### Издание
ККИ «Берсерк» издавалась в виде:
- Бустеров — упаковок из 7 карт определённого сета, одна из которых редкая/супер-редкая. Дополнительно может попасться ультра-редкая или случайная фойловая карта.
- Про-бустеров — содержат 12 карт определённого сета, две из которых редкие/супер-редкие. Дополнительно также может попасться ультра-редкая или случайная фойловая карта. Начали выпускаться с 13 сета «Путь Архааля».
- Начальных колод — содержат 30 простых карт, как правило, частых и немного редких. Дополнительно входят правила игры, кубик, фишки урона, эффектов и стихий, иногда бустер. Выходили с выпуском каждого нового сета и делились на наборы «Леса-Горы» и «Болота-Степи» вплоть до сета «Ангхейм».
- Профессиональных колод — тематические наборы по 30 карт. Как правило, специфичны, готовы для игры на турнирах. В них также входят: правила игры, фишки и кубик для игры. Выходят после последнего сета очередного блока.
- Обучающих наборов «Легенды Руси» — состоят из 18 карт: двух отрядов по 9 карт, а также правил игры, фишек и игрального кубика. Посвящены классическим героям сказок и легенд Киевской Руси.
- Дуэльных наборов — содержат две колоды фракций-противников, готовы для игры на двоих.

### Запреты
Фан-сет запрещён на официальных турнирах. Его карты определяются по особой рубашке. Причина того — абсурдность карт и их особенностей.
Также по причине нарушенного баланса на официальных турнирах разных форматов нельзя использовать такие карты, как «Змей Хаоса», «Ифрит», «Кьедель», «Плащ Невидимки», «Повозка Инквизиции», «Посох Искажения», «Сфера Молний», «Узник Памяти», «Хранитель Древа», «Эльята» (запрещены для использования в «Классовых Войнах»).
Помимо того, на официальных турнирах обычным игрокам не разрешается играть сверхусиленными картами класса повелитель («Кседдэн», «Древо Жизни», «Дух Адрелиана», «Кианна», «Нут», «Кром», «Архааль», «Царь Драконов», «Тэндала» и «Талитха»). Их используют только гейм-мастера на турнирах особого рода, а обычные игроки пытаются одержать победу над этими повелителями. Тот, кому это удастся, получает всю колоду повелителя, а главное — саму карту «Повелитель» в качестве приза.

### Карты
Карты в «Берсерке» делятся на 7 типов (по названиям стихий), а те, в свою очередь — на классы:
1. Леса (зелёный фон с оформлением в виде лозы)
  - Эльфы (с 3го сета)
  - Стражи Леса (с 4-го сета)
  - Дети Кронга (с 6-го сета)
2. Горы (синевато-серый фон с оформлением под каменный стиль)
  - Гномы (с 3-го сета)
  - Линунги (с 4-го сета)
  - Йордлинги (с 6-го сета)
3. Болота (тёмно-зелёный фон с оформлением в виде тины)
  - Речные Девы (с 3-го сета)
  - Архаалиты (с 4-го сета)
  - Тролли (с 6-го сета)
  - Подземники (с 15-го сета)
4. Степи (жёлтый фон с оформлением в пустынном стиле)
  - Орки (с 3-го сета)
  - Аккенийцы (с 4-го сета)
  - Тоа-Дан (с 6-го сета)
  - Братство (с 15-го сета)
5. Силы Тьмы (чёрный фон с оформлением в виде костей)
  - Ковен (с 3-го сета)
  - Демоны (с 4-го сета)
  - Слуа (с 6-го сета)
  - Сумраки (с 15-го сета)
6. Огонь (оранжево-красный фон, с оформлением в виде языков пламени)
  - Дракониды (с 18-го сета)
7. Нейтральные карты, то есть не отнесённые ни к одной из стихий (коричневый фон, символ — паноплия из щита, меча и булавы)
  - Инквизиторы (с 3-го сета)
  - Койары (с 4-го сета)
  - Пираты (с 15-го сета)
  - Порождения (с 7-го сета)
8. Также существует ряд классов, относящихся ко всем стихиям (в том числе и нейтралам)
  - Герои-воины, герои-маги и повелители (со 2-го сета)
  - Драконы (с 3-го сета)
  - Элементали (с 4-го сета)
  - Ангелы (с 7-го сета)
  - Гарпии (с 9-го сета)
  - Возрождённые (с 12-го сета)
  - Также могут быть исключения, когда карта какого-либо класса получает «неподходящую стихию»: Гном-отступник (нейтральный гном), Гном-легионер (степной гном), Талос (нейтральный демон), Орк-ловчий (нейтральный орк), Горный орк и Волчий всадник (горный орк), Костолом (горный тролль), Сирена (нейтральная речная дева), Серая эльфийка (нейтральный эльф), Тёмный эльф, Сжёгший душу, Жрец роя, Воин роя, Паук роя, Имагори, Разведчик роя (тёмные эльфы) и т. п.

В четырнадцатом сете («Катаклизм») появились мультистихийные карты — они обладают признаками нескольких стихий одновременно и имеют собственное оформление в виде потоков воды.
Как правило, такие карты имеют либо межстихийный класс (скажем, элементаль), либо наделены сразу несколькими классами, по одному от каждой стихии.
Нейтральные карты сосуществуют с любыми другими. А между стихиями часто бывают «конфликты», осложняющие набор и оплату отряда (каждая стихия в одном и том же отряде, начиная с третьей по счёту, штрафуется).
На каждой карте указана следующая информация:
- Стоимость карты (в кристаллах)
- Тип карты
- Начальное количество жизней
- Запас движения (или значок «полёт» или «симбиот»)
- Сила простого удара (три числа Х-Y-Z)
- Особенности карты (игровой текст)
- Художественный текст
- Символ Выпуска
- Художник
- Редкость карты:

М — многочисленная (карты стартеров «Войны Стихий», в дальнейшем эту редкость отменили);

Ч — частая,

Р на синем фоне — редкая,

Р либо С на зелёном фоне — супер-редкая;

корона — ультра-редкая;

звезда — промо (специальная) карта.
Промокарты можно получить участвуя в официальных турнирах по «Берсерку».
Там же можно получить полноформатные карты — у таких карт иллюстрация занимает всю площадь карты, текст размещён поверх рисунка.
Промокарты «Ночной Убийца», «Ученик мага», «Странствующий Рыцарь» и «Балторн» можно было найти в журнале «Мир Фантастики».

### Типы карт
- Существо. В начале боя располагается на поле. Может атаковать, отражать удары и выступать защитником. В информации существа обычно указывается стоимость, начальное количество жизней, количество ходов, атака карты, особенности карты и художественный текст. Также существуют существа, не обладающими количеством ходов: летающие существа (со крыльями вместо единиц движения), после вскрытия располагающиеся в дополнительной зоне; симбиоты (со значком симбиота вместо единиц движения), после вскрытия располагающиеся на других существах.
- Артефакт. В начале боя располагается на поле. Не может атаковать, отражать удары и выступать защитником. В информации артефакта обычно указывается стоимость, начальное количество жизней, особенности карты и художественный текст.
- Местность. До вскрытия карт находится на поле, после — во вспомогательной зоне. У каждого игрока может быть только по одной местности в отряде. В информации не указывается количество жизней, запас движения, и сила удара. местность нельзя уничтожить.
- Экипировка. Обладает единственным базовым свойством — стоимостью. Не может нападать, но имеет свойство блокировать все атаки по себе и не получать ран. Экипировка делится на пять классов — доспех, оружие, щит, обувь, зелье. Последнее чаще всего имеет свойство по типу «Уничтожить зелье — дать вашей карте такой-то бонус».

### Зоны игры
- Поле боя (основное поле 5x6 клеток)
- Вспомогательная зона (здесь располагаются местность(и), летающие существа и некоторые другие карты, как например артефакты «Тростниковый Идол», «Молот Времени»)
- Колода (ваша колода)
- Кладбище («умершие» существа и уничтоженные артефакты/местность/экипировка)

### Процесс игры
«Берсерк» по игровой механике напоминает классические варгеймы.
Перед началом боя определяется кто из игроков будет атакующим, а кто защищающимся. Игроки бросают кубик. Тот, кто выбросил большее число, выбирает, кто будет Первым игроком (получает 23 золотых и 22 серебряных кристалла для набора отряда), а кто — Вторым игроком (получает 24 золотых (редакция правил от 28 февраля 2011 г. (Версия 13.1d)) и 23 серебряных кристалла). Затем происходит набор отряда на полученные кристаллы. Набранный отряд игроки расставляют на игровом поле, после чего Первый игрок становится активным и получает право хода.
В свой ход игрок может перемещать своих существ, а также действовать: каждое существо может нападать на стоящую рядом карту противника простым ударом или использовать действие, описанное в её игровом тексте (например, выстрел или заклинание). Подействовавшая карта «закрывается» (то есть становится временно небоеспособной, в знак чего разворачивается вправо на 90 градусов) и больше не может перемещаться или действовать в этот ход. Когда игрок решает закончить двигаться и действовать своими картами, ход передаётся оппоненту.
Важен один стратегический момент — самые большие повреждения, как правило, наносит простой удар. Но открытая карта (как правило — та, которая не действовала в свой ход) имеет шанс отбиться от простого удара или даже нанести ответный удар, в то время как по закрытой карте простой удар проходит почти всегда. Также открытое существо может защитить от простого удара стоящую рядом карту, приняв атаку на себя.
В игре существует множество карт, текст которых противоречит правилам игры, но при этом верить нужно именно тексту карты (так называемое «Правило Топора»).
Игра может идти на разной местности и по совершенно разным правилам. Возможны варианты игры с прятанием карт под лавку или мусорку, обменом денег (кристаллов) между игроками.

### Структура хода

#### Начальная Фаза
Подфаза Открытия.
Все закрытые карты Активного игрока одновременно открываются. Все особенности и свойства срабатывающие в этот момент идут в стек. Ни один из игроков не получает приоритет в этой подфазе.
Подфаза Начала хода.
В эту подфазу срабатывают все особенности действующие «в начале хода».

#### Главная Фаза
Подфаза Выбора.
Активный игрок выбирает подфазу Передвижения, Действия, Сражения для карты в своём отряде или Заключительную Фазу. После этого игра переходит в выбранную подфазу (фазу).
Подфаза Передвижения.
Активный игрок заявляет каким образом и на какую клетку поля боя будет передвигаться выбранная карта. После паса обоих игроков эта карта передвигается.
Активный игрок возвращается к подфазе Выбора.
Подфаза Действия.
Активный игрок заявляет действие выбранной карты и, при необходимости, указывает цель (цели). После паса обоих игроков карта действует.
Активный игрок возвращается к подфазе Выбора.
Подфаза Сражения.
Этап До Нападения.
На этом этапе срабатывают особенности «до атаки». Активный игрок заявляет какой атакой (ударом) и на какую цель нападает его существо.
Неактивный игрок может назначить защитника выбранной цели атаки. Это действие играется как внезапное. Если оно было прервано или блокировано, то Неактивный игрок может назначить защитника вновь.
Этап В Нападении.
В начале этого этапа срабатывают все особенности «при атаке». Существо, заявившее атаку, становится нападающим. Защитник, а в его отсутствии первоначальная цель становится отражающим. Бросками кубиков определяются атаки которыми обмениваются существа. Игрок выбросивший больше на кубике получает возможность сыграть сведение удара к слабому по таблице ударов. Затем происходит расчёт и нанесение ран на карты игроков.
Этап После Нападения.
На этом этапе срабатывают особенности «после атаки». Нападавшая карта, Защитник от удара закрываются. Карты перестают быть нападающими и отражающими.
Активный игрок возвращается к подфазе Выбора.

#### Заключительная Фаза
Подфаза Окончания.
Особенности «в конце хода» срабатывают в эту подфазу. Активный игрок передаёт ход и становится Неактивным игроком, а Неактивный игрок получает ход и становится Активным игроком.
Подфаза Перехода.
Все решения, которые должны быть приняты «до начала хода игрока» Активный игрок принимает в эту подфазу. Ни один из игроков не получает приоритет в этой подфазе.

## «Берсерк: Герои»

### История
Впервые о новой игре было упомянуто 9 июля 2015 года, когда в официальной группе ВКонтакте появился арт одного из героев игры. В последующие дни были выложены арты остальных героев — пяти основных, которым будут посвящены 5 начальных наборов первого выпуска «Время Героев».
21 августа 2015 года были показаны макеты карт Героев новой игры, а 26 — ещё часть.
Анонс «Героев» состоялся 11 сентября 2015 года. В нём было рассказано, что это собственно за игра будет а также сообщено, что продаваться игра будет в Белоруссии, России и на Украине. 1-4 октября был обещан пререлиз, в ходе которого можно было купить стартовый набор. На апрель-май 2016 года запланировали чемпионат с призовым фондом в 200k+ рублей. В тот же день опубликованы пять стартовых героев первого выпуска — воины Свирепый Резак, Хродгар, Илариэль и Ревенкар, и маг Тиша.

### Издание
- Бустер — упаковка из 15 случайных карт любых стихий. Как правило, бустер содержит 1 редкую карту, 3 необычных и 11 частых. Иногда может попасться ультраредкая карта. Некоторые бустера также могут содержать карты Героев и маркеры золотых монет[12].
- Дисплей — коробка из 24 бустеров[12].
- Начальный набор — содержит в себе Героя, 40 карт его тематической колоды, тренировочного героя Голема, 20 карт его колоды, 20 карт с маркерами золота, игровые правила и бустер с 15 карточками[13].

### 1 выпуск: Время Героев
Релиз: 6 ноября 2015 года

Количество карт: 317
Первый выпуск посвящён Героям — значимым личностям в истории Лаара, игрового мира. Всего будет издано 5 стартовых наборов, а также дисплеи по 24 бустера. Каждый из наборов посвящён одной из стихий — степи (Свирепый Резак), горы (Хродгар), леса (Илариэль), болота (Тиша), тьма (Рейвенкар) и содержит готовую колоду карт с Героем, а также тренировочную с Големом.
Все герои выпуска — частые карты. Таких героев, как Эндор Флем (Степи), Бьорнбон (Горы), Нархи (Леса), Тарна (Болота) и Лорд Сулу (Тьма), можно найти, вскрывая бустера. Они могут попасться вместо обычной частой карты. Оставшиеся герои — Руах (Степи), Тейа (Горы), Алирра (Леса), Дейла (Болота), Азатот (Тьма) и Хигарт (Нейтральный) — доступны как призы турниров.
Всего в выпуске 20 ультраредких, 60 редких, 80 необычных и 140 частых карт.

### Типы карт
В игре «Берсерк. Герои» карты делятся на 5 типов: герои, существа, заклинания, экипировка и события. В левом нижнем углу показан порядковый номер карты, в правом нижнем — её редкость — частая, необычная, редкая или ультраредкая.
- Карта Героя у игрока одна. Это — его отображение в игровом процессе. Герой всегда лежит открытым в игровой зоне игрока. Как только герой теряет все жизненные показатели, он погибает и игрок терпит поражение. На карте в правом верхнем углу обозначен символ героя, в красном круге посередине — количество жизней, а под картинкой — его особенность. В первом сете героев 17[15].
- Экипировка — предметы, которые увеличивают определённые показатели героя. Делится на три типа — оружие, броня и амулет. В левом верхнем углу показана стоимость карты, в правом верхнем — символ. Посередине подписан её вид, чуть ниже — особенности[15].
- Существо — основной тип карт. Выступают в бой на стороне своего героя. Разыгрывая существо, игрок кладёт его в игровую зону. Далее оно может попасть на кладбище, обратно в руку игрока, либо же в колоду. В левом верхнем углу показана стоимость карты, правом верхнем — её символ. Посередине указаны количество жизней и сила удара, а немного ниже — особенность)[15]..
Существо может атаковать вражеского героя или его существо. Атакуя закрытого врага, только вы наносите урон, открытого — оба друг другу. Совершив атаку, карта существо закрывается (поворачивается боком)[15]. Также существо может выступать защитником, если находится в игровой зоне. В таком случае нападающий и защитник наносят друг другу урон и, если выжили, закрываются. Погибшие отправляются на кладбище[15].
Сыгранная с руки карта атаковать на текущем ходу не может. Способности, требующие закрытия карты, за исключением «Рывка», также использовать нельзя[15].
- Заклинание — одноразовый эффект, после которого карта помещается на кладбище. Вверху карты указаны её стоимость и символ, ниже — описание. Есть особые типы заклинаний — зелья и сферы[15].
- Событие — определяет эффект для обоих игроков. Когда разыгрывается новое событие, старое убирается на кладбище. Вверху указаны стоимость карты и символ события, чуть ниже — описан эффект[15].

### Система ресурсов
Игровые действия осуществляются за счёт ресурсов. Ими выступают золотые монеты Катаклизма. Стоимость карты в золоте указана слева вверху. В начале каждого хода игрок получает маркер золота. Более 10 маркеров одновременно у игрока быть не может. Когда маркер использован, он закрывается.

### Игровые зоны
- Колода — стопка карт рубашкой вверх. Перемешивается в начале игры. Из неё отбираются карты на руку. Дополнительные карты из колоды можно взять с помощью эффектов заклинаний[15].
- Рука игрока — с неё играются карты, при этом оплачиваясь золотом[15].
- Игровая зона — здесь размещаются и действуют Герой и сыгранные карты[15].
- Кладбище — стопка погибших карт[15].

### Глоссарий
- Рывок — карта может атаковать и действовать в тот же ход, в который была сыграна[15].
- Броня X — из урона, наносимого противником, вычитается X[15].
- Выстрел на X — безответный урон по карте противника<[15].
- Гнев — увеличивает на 1 урон по раненным в этот ход существам[15].
- Жажда X — при розыгрыше существо ранит выбранного союзника на X[15].
- Защита от X — карта не получает урона от X. На защиту от заклинаний действуют заклинания массового поражения[15].
- Наём и Гибель — первый эффект срабатывает при вхождении карты на игровую зону, второй — при её гибели[15].
- Отравить на X — выбранная карта противника в начале каждого хода получает урон X. Несколько отравлений не суммируются. Усилить отравление на X — используется против уже отравленных карт[15].
- Поиск — взять из колоды указанную карту и поместить себе в руку. После этого колода перемешивается[15].
- Сразиться с выбранным существом — дуэль с выбранной картой противника. Если его карта закрыта, открывается. Против этой атаки нельзя назначать защитника[15].

### Правила составления колоды
источник.

1. Содержит 40 карт или более.

2. Стихию колоды определяет её герой. В колоде могут быть карты той же стихии либо нейтральные.

3. Одинаковых карт может быть не более трёх.

4. Карт с особенностью «Орда» может быть больше, но не больше пяти.

5. Если 3 раза в фазе восстановления вы не можете взять карту из колоды, вы проигрываете матч.

## Литературная серия
С 2008 года в издательстве Азбука стала выходить серия книг «Берсерк. Вселенная Магических Битв», основанная на мире игры. В книгах рассказываются приключения уже известных по карточному варианту героев, так и совершенно новых, придуманных авторами книг. На текущий момент серия насчитывает 4 книги.

### Книги
- 2008 — Елена Хаецкая (под псевдонимом Ярослав Хабаров) — «Серебряный Доспех»
- 2008 — Виктор Точинов, Максим Макаренков (под псевдонимами Артём Царёв и Сергей Лисицын) — «Молот Времени: Право Сильного» (действие происходит до событий «Серебряного Доспеха»)
- 2008 — Елена Хаецкая (под псевдонимом Ярослав Хабаров) — «Королева Умертвий» (сиквел «Серебряного Доспеха»)
- 2009 — Татьяна Серебряная, Алексей Гамаюн — «Цена Короны» (действие происходит примерно в одно время с «Молотом Времени: Право Сильного»)

## Компьютерные игры

### Берсерк Онлайн
- Пошаговая стратегия Берсерк Онлайн — это карточная игра с легендой под редакцией Ника Перумова. Под ваше руководство готовы встать свыше 700 различных фэнтези монстров — от героев русских сказок до существ из миров Толкиена. Для того чтобы играть онлайн вам достаточно лишь бесплатно скачать клиент для игры. Стартовый набор карт вы получите бесплатно.
- В игре существуют две разные начальные колоды карт: колода горных и лесных существ, а также колода болотных и степных существ (одну из них по вашему выбору вы получите бесплатно сразу после регистрации и входа в игру). Проще играть набором «Болота-Степи», однако набор «Горы-Леса» предоставляет больше простора для стратегического манёвра.
- Стартовая колода состоит из 30 карт. Расширить своё войско вы можете, приобретя новые карты на Рынке (подкомната «Торговых рядов»), либо, купив бустер (набор из 7 карт, одна из которых редкая или ультраредкая) или дисплей (набор из 48 бустеров с 2 гарантированными ультраредкими картами) на «Торговых рядах». В создаваемой колоде может быть не более трёх одинаковых карт. Максимум в колоде может быть 50 карт. Минимум — 30 карт.
- В какой-то момент Берсерк Онлайн был закрыт.

### Берсерк: Катаклизм
- Берсерк: Катаклизм — это бесплатная браузерная онлайн ККИ, доступная в социальной сети Facebook, Вконтакте, Одноклассники, Мой Мир, Kongregate и Draugiem. Игра разработана на платформе HTML5, поддерживает все современные браузеры, в том числе и на мобильных устройствах — iPhone/iPad, Blackberry Playbook, телефонах и планшетах под управлением Android OS.
- В результате прохождения начального обучения игрок получает два базовых отряда карт. По мере прохождения ежедневных кампаний и накопления вознаграждений за них, можно приобретать дополнительные бустера в игровом магазине.
- В игре присутствует и стратегическая составляющая — захват земель других игроков и создание своего летающего острова из чужих владений, защита друзей от агрессоров, терраформинг. Возможно проведение асинхронных боёв с друзьями, случайными противниками (захват земель через порталы), прохождение игровых кампаний.
- В изначальном сете игры более 600 карт.

### Берсерк: Возрождение
- Берсерк: Возрождение — интеллектуальная коллекционная карточная стратегия, доступная в таких социальных сетях как Facebook, Одноклассники, Мой Мир, В Контакте и Kongregate. Использование технологии HMTL5 позволяет играть не только на десктопных компьютерах и ноутбуках, но и на планшетах iPad2/iPad3.
- В результате прохождения начального обучения игрок получает базовую колоду. Карты можно приобретать в игровом магазине. Также они выдаются за достижение новых уровней и выполнение дневных заданий.
- Каждому игроку выдаётся питомец при достижении 5-го уровня. Питомца нужно кормить, благодаря чему он приобретает опыт и новые способности, такие как обмен карт, продажа, эманация жизни.
- На данный момент в игре доступно 994 карт.
- 1 октября 2021 года Берсерк: Возрождение был закрыт.